# Roberto Duailibi
Roberto Duailibi GOMM (Campo Grande, 8 de outubro de 1935 – São Paulo, 18 de julho de 2025) foi um publicitário e escritor brasileiro.

## Biografia
Descendente de libaneses e formado pela Escola de Propaganda de São Paulo em 1956, Roberto Duailibi foi um dos principais publicitários brasileiros. Iniciou a sua carreira em 1952, na Colgate-Palmolive. A partir de 1956 passou a trabalhar como redator em agências como CIN - Companhia de Incremento de Negócios (atual Leo Burnett Publicidade Ltda), JWT, McCann Ericson e na Standard Propaganda (Atual Ogilvy & Mather), onde foi vice-presidente de criação. Em 1968 associou-se a José Zaragoza, Francesc Petit e Ronald Persichetti na formação da DPZ, uma das maiores e mais premiadas agências publicitárias do país. Foi eleito "Publicitário do Ano" em 1969, no Prêmio Colunistas.
Além de reconhecido e premiado como publicitário, Roberto Duailibi era escritor, professor e um dos mais requisitados palestrantes brasileiros. Foi professor e diretor de cursos da atual ESPM de São Paulo e também decano do Conselho da Instituição. Também foi professor de Criação na Escola de Comunicações e Artes da Universidade de São Paulo (ECA/USP). Foi presidente, por três gestões, entre 1984 e 1987 e depois entre 1993 e 1995, da ABAP - Associação Brasileira das Agências de Publicidade. Era Conselheiro da Fundação Bienal de São Paulo, do Fundo Social de Solidariedade do Governo do Estado de São Paulo e Presidente da FUNCEB - Fundação Cultural Exército Brasileiro.
Escreveu diversos livros, entre eles Criatividade & Marketing, com Harry Simonsen Jr., que apresentou o conceito de régua heurística e a importância de seguir métodos que favoreçam à criatividade em todos os segmentos da empresa. Além do Criatividade & Marketing, obteve muito sucesso com o lançamento de suas coleções de citações, inicialmente chamadas Phrase Book. Em 2005, publicou Cartas a um Jovem Publicitário, destinado a jovens na profissão. Em 2008, publicou com Marina Pechlivanis a coleção Idéias Poderosas, com seleções temáticas de citações em formato pocket e lançou a nova edição do Criatividade & Marketing, com a versão digital da Régua Heurística.
Admitido à Ordem do Mérito Militar no grau de Comendador especial em 2000 pelo presidente Fernando Henrique Cardoso, foi promovido a Grande-Oficial em 2003 pelo vice-presidente José Alencar.
Morreu em 18 de julho de 2025, aos 89 anos, e foi sepultado no Cemitério do Morumbi.

## Vida pessoal
Roberto Duailibi era primo do avô da jornalista brasileira Julia Duailibi.

## Obras
- Criatividade & Marketing , Roberto Duailibi & Harry Simonsen Jr. Editora M Books, 2008.
- Idéias Poderosas - Felicidade , Roberto Duailibi e Marina Pechlivanis. Editora Elsevier, 2008.
- Idéias Poderosas - Inteligência , Roberto Duailibi e Marina Pechlivanis. Editora Elsevier, 2008.
- Idéias Poderosas - Negócios, Roberto Duailibi e Marina Pechlivanis, Editora Elsevier, 2008
- Cartas a um jovem publicitário . Editora Campus, 2005.
- Duailibi Essencial , Roberto Duailibi e Marina Pechlivanis, Editora Campus, 2005.
- Duailibi das Citações, Editora Arx, 2000.
- Licensing, Editora M.Books.

## Leituras adicionais
- DUAILIBI, Roberto.  Cartas a um jovem publicitário. Editora Campus, São Paulo, 2005.